# Lama Mocogno
Lama Mocogno é uma comuna italiana da região da Emília-Romanha, província de Modena, com cerca de 3.021 habitantes. Estende-se por uma área de 63 km², tendo uma densidade populacional de 48 hab/km². Faz fronteira com Montecreto, Palagano, Pavullo nel Frignano, Polinago, Riolunato.

## Demografia
| Variação demográfica do município entre 1861 e 2011                               |
|                                                                                   |
| Fonte: Istituto Nazionale di Statistica (ISTAT) - Elaboração gráfica da Wikipedia |